# Пенья Парра, Эдгар
Эдга́р Пе́нья Па́рра (исп. Edgar Peña Parra; род. 6 марта 1960, Маракайбо, Венесуэла) — венесуэльский куриальный прелат и ватиканский дипломат. Титулярный архиепископ Телепте с 8 января 2011. Апостольский нунций в Пакистане со 2 февраля 2011 по 21 февраля 2015. Апостольский нунций в Мозамбике с 21 февраля 2015 по 15 августа 2018. Заместитель государственного секретаря Святого Престола по общим делам с 15 августа 2018.  

## Награды
- Орден Дружбы (21 октября 2022 года, Армения) — за значительный вклад в развитие и укрепление межгосударственных отношений между Арменией и Святым Престолом[1].